# الحاكم بأمر الله
الحاكم بأمر الله هو المنصور بن العزيز بالله نزار بن المعز لدين الله معد بن المنصور إسماعيل بن القائم بأمر الله محمد بن عبيد الله المهدي، ولقبه الحاكم بأمر الله وكنيته أبو علي، (985 - 1021) الحاكم الفاطمي السادس، والإمام الإسماعيلي السادس عشر، حكم من 996 إلى 1021. الحاكم بأمر الله، شخصية مهمة في عدد من الفرق الشيعية الإسماعيلية، مثل النزاريين في العالم البالغ عددهم 15 مليونًا، بالإضافة إلى مليوني درزي من بلاد الشام الذين أعلن مؤسسهم المعروف محمد بن إسماعيل الدرزي أنه تجسيد لله عام 1018.
ولد في مصر وخلف والده في الحكم العزيز بالله الفاطمي وعمره 11 سنة، وتكنى بأبي علي وهي كنية أخذها بعد ميلاد ابنه علي الذي تلقب بالظاهر لإعزاز دين الله حينما تولى الخلافة بعد اختفاء أبيه، ويعتبر البعض أن الحاكم كان آخر الخلفاء الفاطميين الأقوياء. كانت عيناه واسعتان وصوته جهير مخوف. اتسمت فترة حكمه بالتوتر، فقد كان على خلاف مع العباسيين الذين كانوا يحاولون الحد من نفوذ الإسماعيليين، وكان من نتائج هذا التوتر في العلاقات أن قامت الخلافة العباسية بإصدار مرسوم شهير في عام 1011 وفيه نص مفاده أن الحاكم بأمر الله ليس من سلالة علي بن أبي طالب. بالإضافة إلى نزاعه مع العباسيين فقد انهمك أيضا الحاكم بأمر الله في صراع آخر مع القرامطة. يُمكن أن يكون تاريخ الحاكم بأمر الله مثيراً للجدل، حيث توجد وجهات نظر متنوعة حول حياته وإرثه.

## سيرته وأحداث عصره

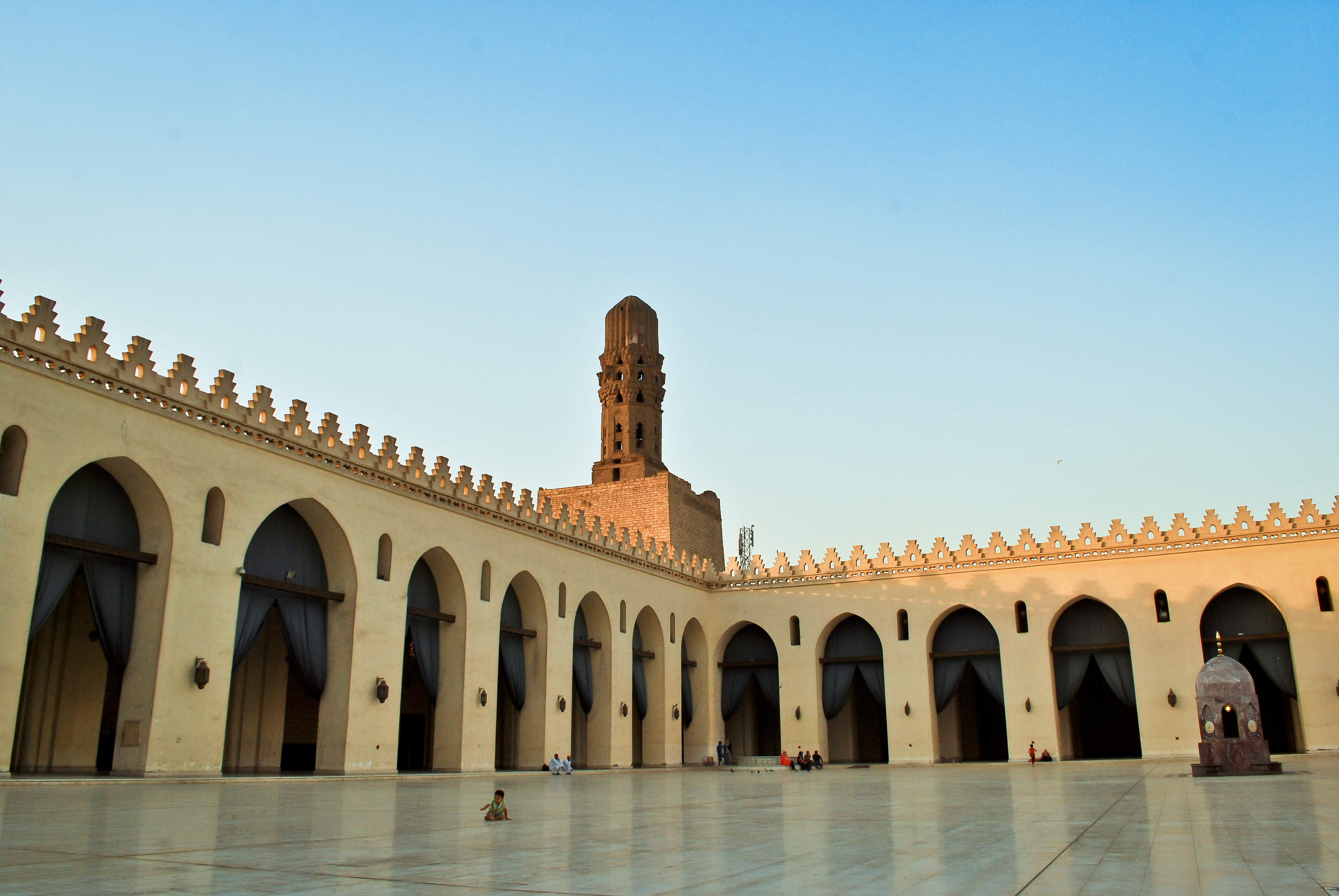
مسجد الحاكم بأمر الله.

في بداية عهد الحاكم حاول بعض الطامحين استغلال صغر سنه لتحقيق أطماعهم في السلطة فكان أولهم شيخ كتامة (أبو محمد بن عمار) الذي أجبر الحاكم على توليته لشؤون الدولة فأصبح هو المتصرف فيها ولُقب بـ (أمين الدولة). وكان ينافسه في الوقت نفسه رجل آخر وهو (أبو الفتوح برجوان) وقد كان موجودا أيام العزيز بالله ووصل إلى مرتبة (كبير الخدم). ونجح برجوان في إثارة طوائف المشارقة ضد طوائف المغاربة الذين استبدوا بالحكم مع سيدهم (ابن عمار) وكانت بينهم مواقع عديدة انتهت بانتصار (برجوان) وهروب (ابن عمار).
قام (برجوان) بإخراج الحاكم وأخذ له البيعة من جديد. ثم تولى شئون الدولة وكوّن لنفسه طائفة خاصة من الجند والمماليك. ثم تلطَف بإبن عمار ومنحه إقطاعاته التي كانت له من قبل، واشترط عليه الطاعة وبذلك استمال إليه المغاربة أيضا. على أن برجوان سرعان ما جنح للطغيان والاستبداد فكان يعتبر نفسه الخليفة الحقيقى. وصار يستصغر خليفته الحاكم. كما أنه استغل منصبه في تكوين ثروة ضخمة له. هذا بالإضافة إلى انشغاله باللهو والملذات مما أدى إلى انصرافه عن شؤون الدولة التي تعطلت وفسدت من جراء ذلك. وقد نسى برجوان في غمرة ذلك أن الحاكم قد جاوز سن الصبا ودخل مرحلة الشباب وصار متنبها إلى استبداد برجوان وتغلبه عليه. وقام الحاكم بتدبير مؤامرة لقتل برجوان، وتم ذلك وأصدر الحاكم بيانا يبرر فيه أسباب قتل برجوان. ثم قام بعد ذلك بالتخلص من رجال برجوان في الجيش والقصر. كما أنه أعد كمينا لشيخ كتامة ابن عمار بأن حرّض عليه بعض المشارقة الذين قتلوه ثم أفنى الحاكم أعوانه من شيوخ كتامة.
بذلك تمكن الحاكم  من استرداد سلطانه والتخلص من كل المنافسين والسيطرة على كل مقاليد الحكم وكان حينها قد تجاوز الـ15 سنة. أظهر الحاكم عندما تولى تقشفا وزهدا على عكس آبائه. إذ أخرج من قصره جماعة من حظاياه وأعتق سائر مماليكه من الإناث والذكور وملّكهم أمر نفوسهم والتصرف فيما يملكونه وإقتنوه منه ومن أبيه. كما إنه انتقل تدريجيا من الملابس المذهبة على عادة آبائه إلى ملابس خشنة من الصوف كما أنه خفف من الإسراف الذي كان يحدث في الاحتفالات بالمناسبات المختلفة، وأمر كذلك بألا يصلى عليه أحد في كتاباته ويقتصر على هذه الصيغة: (سلام الله وتحياته ونوامي بركاته على أمير المؤمنين).
كان الحاكم مسرفا في القتل إلى مدى كبير لكى يحفظ دولته ويصلح شئونها وكان شديدا في التعامل مع رجال دولته وكان يحاسبهم بشدة إذا أخطأوا. كما أنه اعتمد على نظر المظالم لتطهير دولته من الفساد. وكان يواصل ركوبه ليلا ونهارا على حماره ويطوف به في الأسواق والقرى لكى يسمع مظالم الناس. وقد ورث الحاكم عن أبيه العزيز بالله حرصه على توزيع المال على الفقراء والمساكين. ويشهد المؤرخون بأن يده لم تمتد على أخذ مال إطلاقا بحيث قال أحدهم - وهو نصرانى - (لعمرى إن أهل مملكته لم يزالوا في أيامه آمنين على أموالهم، غير مطمئنين على أنفسهم)، كما أنه أيضا حرص على تخفيف الضرائب عن رعاياه خاصة ما تعرف بضريبة المكوس (?reference).
- روي عن الحاكم في بداية عهده أنه كان سخيّاً معطاءً فبعد أن تولى الخلافة أجزل العطاء لكتامة. كما يروي المقريزي شكل الاحتفالات في عهده لكافة الطوائف ففي عهده احتفل المسيحيون بالغطاس بشكل كبير ومهيب كما أعطى للأتراك خيلا وسلاحا في عيد النوروز.

### أهم المراسيم التي أصدرها
- - قرئ سجل في الأطعمة بالمنع من أكل الملوخية والبقلة المسماة بالجرجير والمتوكلية المنسوبة إلى المتوكل.
  - المنع من عجن الخبز بالرجل والمنع من أكل الدلنيس والمنع من ذبح البقر التي لا عاقبة لها إلا في أيام الأضاحي وما سواها من الأيام، ولا يذبح منها إلا ما لا يصلح للحرث.
  - وقرئ سجل آخر بأن يؤذن لصلاة الظهر في أول الساعة السابعة (زوالية) ويؤذن لصلاة العصر في أول الساعة التاسعة (زوالية).
  - إصلاح المكاييل والموازين والنهي عن البخس فيهما، والمنع من بيع الفقاع وعمله ألبتة لما يؤثر عن علي من كراهة شرب الفقاع.
  - ضرب في الطرقات بالأجراس، ونودي ألا يدخل الحمام أحد إلا بمئزر وألا تكشف امرأة وجهها في طريق ولا خلف جنازة ولا تتبرج.
  - لا يباع شيء من السمك بغير قشر، وأن لا يصطاده أحد من الصيادين.
  - تتبعت الحمامات وقبض على جماعة وجدوا بغير مئزر فضربوا وشهروا.
- ومما يروى عنه أيضا أنه رسم لجماعة من الأحداث أن يتقافزوا من موضع عال في القصر ورسم لكل منهم بصلة فحضر جماعة وتقافزوا فمات منهم نحو ثلاثين إنسانا من أجل سقوطهم خارجاً عن الماء على صخر هناك ووضع لمن قفز ماله.
- أمر بكنس الأزقة والشوارع وأبواب الدور في كل مكان.
- فتح دار الحكمة بالقاهرة وحمل الكتب إليها وانتصب فيها الفقهاء والقراء والنحاة وغيرهم من أرباب العلوم، وفرشت وأقيم فيها خدام لخدمتها، وأجريت الأرزاق على من بها من فقيه وغيره وجعل فيها ما يحتاج إليه من الحبر والأوراق والأقلام.
- ذكر جلال الدين السيوطي في كتابه تاريخ الخلفاء عن الوقائع في عهد القادر بالله العباسي ما نصه: في سنة 396 هـ أمر - أي الحاكم بأمر الله - الناس بمصر والحرمين إذا ذكر الحاكم أن يقوموا ويسجدوا في السوق وفي مواضع الاجتماع.
- في عام 398 هجريا في المحرم ابتدأ نقص ماء النيل من ثامن عشر توت فاشتد الأمر وبيع الخبز مبلولا وضرب جماعة من الخبازين.

ويرى البعض أن هذه المحاولات غالبا مجرد تجنى على الحاكم من أجل تشويه صورته، إذ لم يذكر هذه المحاولات أي مؤرخ من المؤرخين المصريين الذين كتبوا تاريخ الفاطميين سواء كانوا مؤيدين لهم أو معادين ومنهم: المقريزي، ابن تغري بردي، وجاء ذكر ذلك لأول مرة في كتاب المؤرخ الحافظ البغدادي (تاريخ بغداد)وكتاب تاريخ الخلفاء للحافظ جلال الدين السيوطي وغيرهما.

### الدعوة التوحيدية أو الدرزية
بدأ الإيمان الدرزي كحركة في الطائفة الإسماعيلية والتي كانت تعارض بعض الإيديولوجيات الدينية والفلسفية التي كانت موجودة خلال تلك الحقبة. بشر بهذا الإيمان حمزة بن علي بن أحمد، وهو عالم باطني وصوفي. والذي جاء إلى مصر عام 1014 وقام بتجميع مجموعة من العلماء والقادة من جميع أنحاء العالم لتأسيس الحركة التوحيدية. وعقد اجتماعات في مسجد ريضان، بالقرب من مسجد الحاكم بأمر الله.
في عام 1017، كشف حمزة بن علي بن أحمد رسميًا عن الإيمان الدرزي وبدأ في نشر العقيدة التوحيدية. وحصل حمزة على دعم الخليفة الفاطمي الحاكم بأمر الله، والذي أصدر مرسومًا يشجع الحرية الدينية قبل إعلان الدعوة الإلهية. وأصبح الحاكم بأمر الله شخصيَّة محوريَّة في العقيدة الدرزية رغم أن موقعه الديني كان محل خلاف بين العلماء. يصرح جون اسبوزيتو أن الحاكم كان يُعتقد أنه «ليس فقط القائد الديني والسياسي المُعين إلهياً، بل أيضاً هو الفكر الكوني الذي يربط الله بالخليقة»،  بينما يرى آخرون مثل نسيم دانا ومردخاي نيسان أنه مظهر من مظاهر تناسخ الله أو الذي يفترض صورة الله.
يقول بعض العلماء الدروز وغير الدروز مثل سامي سويد وسامي مكارم أن هذا الالتباس يرجع إلى التشويش حول دور الداعية المبكر محمد بن إسماعيل الدرزي، الذي رفضت تعاليمه الدروز باعتبارها هرطقة. وتؤكد هذه المصادر أن الحاكم رفض ادعاءات الدرزي عن الألوهية،  وأمر بإلغاء حركته مع دعم حركة حمزة بن علي بن أحمد.
اختفى الحاكم في إحدى الليالي أثناء رحلته المسائيَّة - من المفترض أنه اغتيل، ربما بناءً على طلب من أخته الكبرى ست الملك. يعتقد الدروز أنه ذهب إلى الغيبة مع حمزة بن علي بن أحمد وثلاثة من الدعاة البارزين الآخرين، تاركين رعاية «الحركة التبشيرية التوحيدية» لزعيم جديد، وهو المقتنى بهاء الدين.

## العلاقات بين الأديان
وفقاً للباحث الديني نسيم دانا، يُمكن تقسيم علاقة الحاكم بأمر الله بالأديان التوحيدية الأخرى إلى ثلاث مراحل منفصلة.

### الفترة الأولى
في الفترة من عام 996 إلى 1006 عندما قام مستشاريه بأداء معظم المهام التنفيذية للخليفة، تصرف الشيع الحاكم بأمر الله «مثل الخليفة الشيعي الذي خلفه، وأظهر موقفاً عدائياً تجاه المسلمين من أهل السنة والجماعة، في حين أن الموقف تجاه أهل الكتاب - اليهود والمسيحيين - كان تسامحاً نسبياً، في مقابل دفع ضريبة الجزية».
في عام 1005، أمر الحاكم بأمر الله في لعن الخلفاء الثلاثة الأوائل (أبو بكر وعمر بن الخطاب وعثمان بن عفان) وضد عائشة، زوجة النبي محمد، لرفضها خلافة علي بن أبي طالب ابن عم محمد وصهره، والذي وفقًا للمعتقدات الشيعية، كان الخليفة النبوي الشرعي. وفقًا للمؤرخ نسيم دانا، أمر الحاكم في لعن «معاوية الأول، مؤسس الخلافة الأموية، وضد الآخرين في الدائرة الداخلية لمحمد من الصحابة». وكان هذا وفقًا للممارسة الشيعية، كما أوضح الباحث المسلم آية الله حيدري حيث يقول أنصار أهل البيت «يا لعنة الله على كل بنو أمية». ومن منطلق كراهية علي، أمر معاوية بعدم قول التلبية وأمر الناس أن يلعنوه (رفض سعد بن أبي وقاص ذلك). ويرى الشيعة أن معاوية وكل الخلفاء الأمويين (مع استثناء عمر بن عبد العزيز) كانوا من النواصب «وهم الفرقة الملعونة التي تنصب العداوة وتظهر البغضاء لأهل البيت».
بعد عامين فقط من نشر الشتائم، أنهى الحاكم هذه الممارسة. خلال هذه الحقبة، أمر الحاكم بإيقاف عبارة «الصلاة خيرٌ من النوم»، والتي أعقبت صلاة الفجر، بإعتبرها إضافة سنيّة. ونهى كذلك عن استخدام صلاتين - صلاة التراويح وصلاة الضحى، حيث يُعتقد أنهما صيغتا من قبل فقهاء من السنَّة.

#### الأقليات الدينية والقوانين التمييزية
في عام 1004، أصدر الحاكم قراراً بمنع المسيحيين على الاحتفال بعيد الغطاس وعيد القيامة. كما حظرَّ شرب النبيذ وغيرها من المشروبات المسكرة التي لا تصنع من العنب لكل من المسلمين وغير المسلمين على حد سواء. أنتج هذا مشقة لكل من المسيحيين (الذين شربوا النبيذ في طقوسهم الدينية) واليهود (الذين شربوه في مهرجاناتهم الدينية).
في عام 1005 وأصدر الحاكم أمرًا ألزم أهل الذمَّة بلبس الغيار، وبوضع زنانير مُلوَّنة مُعظمها أسود، حول أوساطهم، ولبس العمائم السود على رؤوسهم، وتلفيعات سوداء، وذلك لتمييزهم عن المُسلمين، واستمرت تلك الممارسة حتى سنة 1014. بالإضافة إلى ذلك، أجبر على اليهود ارتداء قلادة العجل الخشبية والمسيحيين صليب حديد. في الحمامات العامة، أجبر على اليهود استبدال العجل بجرس. بالإضافة إلى ذلك، أجبرت النساء من «أهل الكتاب» ارتداء حذائين مختلفين، أحدهما باللون الأحمر وواحد باللون الأسود. وظلَّت هذه الممارسة حتى عام 1014.
عقب الفكر الشيعي المعاصر، أصدر الحاكم أيضاً خلال هذه الفترة العديد من المراسيم أو السجلات التقييدية. تضمنت هذه الوقائع حظر الدخول إلى حمام عام مع تنورة مكشوفة، ومُنعت النساء من الظهور أمام الجمهور مع كشف وجوههن، واغلقت العديد من النوادي وأماكن الترفيه.

### الفترة الثانية

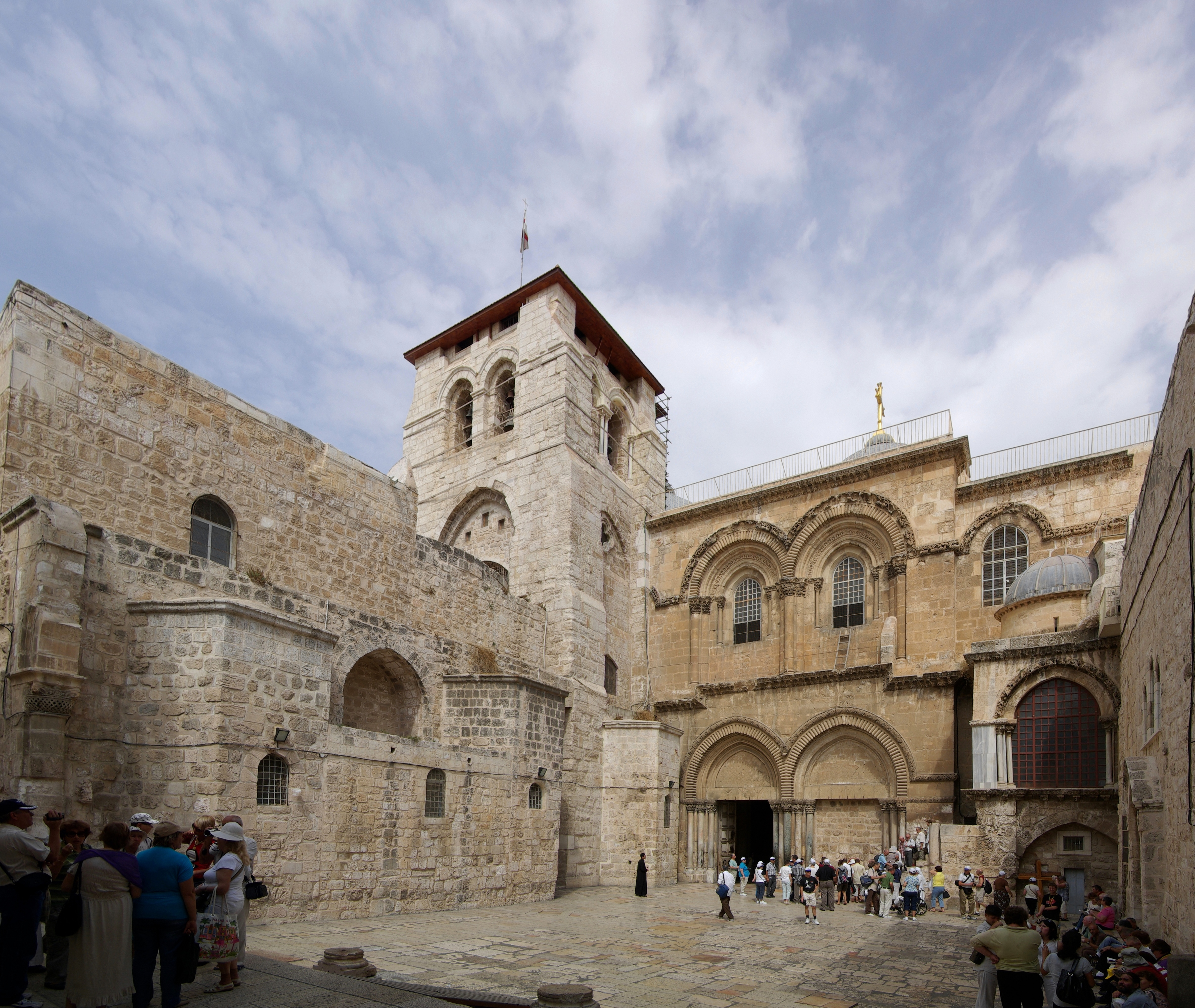
واجهة كنيسة القيامة التي أُحرقت خِلال العهد الفاطميّ وأُعيد بنائها خلال الحملات الصليبية.

من عام 1007 إلى عام 1012 «كان هناك موقف متسامح بشكل ملحوظ تجاه أهل السنَّة والجماعة وموقف أقل حماسي للإسلام الشيعي، في حين أن الموقف فيما يتعلق» بأهل الكتاب«كان معاديًا». وفي 18 أكتوبر من عام 1009، أمر الحاكم بأمر الله تدمير كنيسة القيامة والمباني المرتبطة بها، حيث يقال أن الحاكم بأمر الله غضب مما اعتبره خدعة يمارسها الكهنة، وهي تلك المتعلقة بنزول «النار المقدسة». في حين وفقاً للمؤرخ وليم الصوري فقد قام الحاكم بأمر الله بهدم كنيسة القيامة في عام 1009 بسبب حرصه على دحض الإدعاءات بأنه مولود من امرأة مسيحية. لاحظ المؤرخ يحيى أن «فقط المواقع التي كانت صعبة للغاية للهدم هي التي تم إنقاذها». وتم حظر المواكب الدينية، وبعد بضع سنوات قيل إن جميع الأديرة والكنائس في فلسطين قد دُمرت أو صودرت. في عام 1042 فقط، تعهد الإمبراطور البيزنطي قسطنطين التاسع بإعادة بناء كنيسة القيامة بإذن من الخليفة الحاكم. وكان هدم كنيسة القيامة أقدس المواقع المسيحية على الإطلاق أحد الأسباب الرئيسية لنشوء الحملات الصليبية.
في عام 1009 أجبر المسيحيين واليهود على ارتداء ربطة على اعناقهم في الحمامات، معلق عليها صليب للمسيحيين وجرس لليهود، وتم تدنيس المدافن المسيحية، وإيقاع العقاب على عدد من الموظفين المسيحيين مما دفع العديد منهم إلى دخول الإسلام خوفاً. ويذكر دانا أن هذه السياسة نالت بشكل عام رضى المسلمين، الذين كرهوا المسيحيين بسبب أعمال المحاباة من قبل الموظفين المسيحيين. ووفقا لدانا، في عام 1022 فرض على المسيحيين وضع صلبان خشبية حول رقابهم، ومنعهم من امتطاء الجياد، واستبدال الموظفين المسيحيين بمسلمين، ويقول أن هذه الإجراءات «دفعت الكثير من المسيحيين لاعتناق الإسلام بسبب عامل الخوف». وتشير مصادر مختلفة أن اضطهاد الأقباط قد انتقل إلى أقصى حد في عهد الحاكم بأمر الله مع هدم الكنائس والتسارع في التحويل القسري إلى الإسلام. أمر الحاكم بأمر الله بهدم بعض كنائس القاهرة، كما صدر سجل بهدم كنيسة القيامة في بيت المقدس، حيث يقال أن الحاكم بأمر الله غضب مما اعتبره خدعة يمارسها الكهنة، وهي تلك المتعلقة بنزول «النار المقدسة». في حين وفقاً للمؤرخ وليم الصوري فقد قام الحاكم بأمر الله بهدم كنيسة القيامة في عام 1009 بسبب حرصه على دحض الإدعاءات بأنه مولود من امرأة مسيحية.

### الفترة الثالثة
سمح الحاكم بأمر الله في النهاية للمتحولين من المسيحيين واليهود قسراً إلى الإسلام بالعودة إلى عقيدتهم الأصلية وإعادة بناء مواقع العبادة المدمرة. في الواقع، من عام 1012 إلى عام 1021
بينما في عام 1021 أصدر الحاكم بأمر الله مرسوماً أجبر فيه السامريون في بلاد الشام الجنوبية الواقعة تحت سلطة الدولة الفاطمية إما التحول إلى الإسلام قسراً أو مواجهة العنف والموت، بينما يتضح أنَّ حمزة بن علي بن أحمد كان قائد الخليفة. وكان هناك ادعاءات بأن الحاكم بأمر الله آمن بألوهيته الخاصة. ولا يتفق علماء آخرون مع هذا التأكيد على الألوهية المباشرة، وخاصةً الدروز أنفسهم، مُشيرين إلى أن مؤيديها كان محمد بن إسماعيل الدرزي، الذي أُعدم (وفقًا لبعض المصادر) من قبل الحاكم بتُهمة الشرك. تظهر الرسائل أن محمد بن إسماعيل الدرزي كان يحاول السيطرة على حركة التوحيد وهذا الإدعاء كان محاولة للحصول على الدعم من الخليفة، والذي وجدها هرطقة بدلاً من ذلك.
يجد الدروز هذا التأكيد مسيئاً؛ إنهم يعتبرون محمد بن إسماعيل الدرزي أول مرتد للطائفة ومعتقداتهم المتعلقة بالحاكم معقدة. وبإتباع النمط الإسماعيلي النموذجي، يضعون معلماً بارزاً في الدائرة الأعمق للأشخاص الملهمين إلهياً. بالنسبة للدروز، يتم تعليم المخلوق على يد النبي، الباطن من قبل مساعديه السريين، والرجل الباطني من قبل الإمام الحاكم. البلبلة والتشهير من قبل معارضي الدروز تركوا عموماً دون تصحيح لأن تعاليم الطائفة كانت سرية والدروز فضلوا التقية عندما كان الاستقلال مستحيلًا.
```
بسبب حملات الاضطهاد التي شملت المسيحيين وطوائف دينية أخرى، أطلق عدد من المؤرخين على أبو عليّ المنصور الحاكم بأمر الله لقب «
نيرون
 الإسلام»،
[
42
]
[
43
]
[
44
]
 لكن تظل الآراء حوله جدلية وغير متفق عليها بحسب جمال نكروما وسارة الكامل،
[
9
]
[
10
]
 حيث رآه من ثاروا ضده وأعداؤه كطاغية يقتل من حوله لأتفه الأسباب، ورآه مؤيدوه كحاكم مثالي وفقاً لبول والكر.
[
45
]
```

## اختفاء الحاكم
تختلف المصادر في تفصيل مقتل الحاكم، لكن هناك روايات كثيرة ترجح أنه كان ضحية مؤامرة دبرت ضده من أعدائه الكثيرين انتهت بمقتله، وإن كان متواتراً في الروايات السنية والقبطية قتله على يد أخته ست الملك لأسباب شخصية. كذلك حاول الحاكم تغيير نظام الورائة المعمول به كأصل من أصول المذهب الشيعي الإسماعيلي، فالإمامة لابد أن تكون في نسل علي بن أبي طالب دون غيرهم، وأن تنتقل من الأب للابن لأنهم كانوا يعتقدون أن للإمامة صفات وعلوم خاصة لابد أن تنتقل بالوراثة، وقد التزم الفاطميون منذ إنشاء دولتهم بهذا النظام، لكن الحاكم حاول مخالفة هذا المبدأ فأوصى بولاية العهد لابن عمه عبد الرحيم بن إلياس، وأخذ له البيعة على جميع رجال الدولة، ودعا له بمكة وأمر الناس بالسلام عليه بأن يقولوا «السلام على ابن عم أمير المؤمنين وولي عهد المسلمين» وأصدر أوامره بأن يضرب اسمه بجانب اسم الخليفة على العملة. ولم تؤدِّ محاولته هذه سوى لانقسام خطير انتهى بمقتله ومقتل ابن عمه.
الرواية الأشهر تقول أنه خرج كعادته في الليل على حماره إلى جبل المقطم ليتدبر في ملكوت الله ولم يعد، فأُرسِل الجند يقتفون أثره لعلهم يجدوه، فلم يعثروا إلا على عباءته الملطخة بالدماء، وتلت هذه الواقعة أربع سنوات اعترف بعدها أحدهم بقتل الحاكم.